# كابوياو
كابوياو (بالإنجليزية: Cabuyao) هي مدينة في الفلبين، تتبع لاغونا، بلغ عدد سكانها 308٬745  نسمة، في 15 أغسطس 2015، تبلغ مساحتها 43٫40 كيلومتر مربع، رمزها البريدي هو 4025.

## الموقع
تشترك في الحدود مع:
- Silang, Cavite [الإنجليزية]‏.

## التقسيمات الإدارية
- Baclaran, Cabuyao [الإنجليزية]‏
- Banay-Banay, Cabuyao [الإنجليزية]‏
- Banlic, Cabuyao [الإنجليزية]‏
- Bigaa, Cabuyao [الإنجليزية]‏
- Butong, Cabuyao [الإنجليزية]‏
- Casile, Cabuyao [الإنجليزية]‏
- Diezmo, Cabuyao [الإنجليزية]‏
- Gulod, Cabuyao [الإنجليزية]‏
- Mamatid, Cabuyao [الإنجليزية]‏
- Marinig, Cabuyao [الإنجليزية]‏
- Niugan, Cabuyao [الإنجليزية]‏
- Pittland, Cabuyao [الإنجليزية]‏
- Pulo, Cabuyao [الإنجليزية]‏
- Sala, Cabuyao [الإنجليزية]‏
- San Isidro, Cabuyao [الإنجليزية]‏
- Poblacion I, Cabuyao [الإنجليزية]‏
- Poblacion II, Cabuyao [الإنجليزية]‏
- Poblacion III, Cabuyao [الإنجليزية]‏.

## أعلام
- أنتوني فيلانويفا
- شارمين كلاريس